# Casa Presei Libere
La Casa Presei Libere (en català: Casa de la Premsa Lliure) és un edifici del nord de Bucarest, Romania, el més alt de la ciutat entre els anys 1956 i 2007.

## Història
El 1905 es va construir una pista de curses de cavalls al futur lloc de Casa Presei Libere. Un terç de la pista es va retirar el 1950 per donar pas a una ala de l'edifici i la pista de carreres va ser finalment tancada i enderrocada el 1960, després d'una decisió de Gheorghe Gheorghiu-Dej.
La construcció es va iniciar el 1952 i es va acabar el 1956. L'edifici va rebre el nom de Combinatul Poligrafic Casa Scînteii "IVStalin" i més tard Casa Scînteii (Scînteia era el nom del diari oficial del Partit Comunista Romanès). Va ser dissenyat per l'arquitecte Horia Maicu, a l'estil estalinista del realisme socialista, semblant a l'edifici principal de la Universitat Estatal de Moscou, i estava destinat a allotjar totes les impremtes de Bucarest, les redaccions i el seu personal.
Té una base amb una superfície de 280x260m, la superfície total construïda és de 32.000 m2 i té un volum de 735.000 m³. La seva alçada és de 916 m sense l'antena de televisió, que mesura 124 m, i arriba a una alçada total a 104 m.
Entre 1952 i 1966, Casa Scînteii apareix al revers del bitllet de 100 lei.
El 21 d'abril de 1960 es va col·locar davant de l'edifici una estàtua de Vladimir Lenin, feta per l'escultor romanès Boris Caragea. Tanmateix, aquesta estàtua va ser retirada el 3 de març de 1990, després de la Revolució Romanesa de 1989. El 30 de maig de 2016 es va inaugurar al mateix lloc el Monument a la Lluita Anticomunista ("ales").

Rebatejat com a Casa Presei Libere ("La casa de la premsa gratuïta"), l'edifici té bàsicament el mateix paper en l'actualitat, ja que molts dels diaris actuals tenen la seva seu central. La Borsa de Valors de Bucarest (Bursa de Valori București, BVB) es trobava a l'ala sud en un punt.

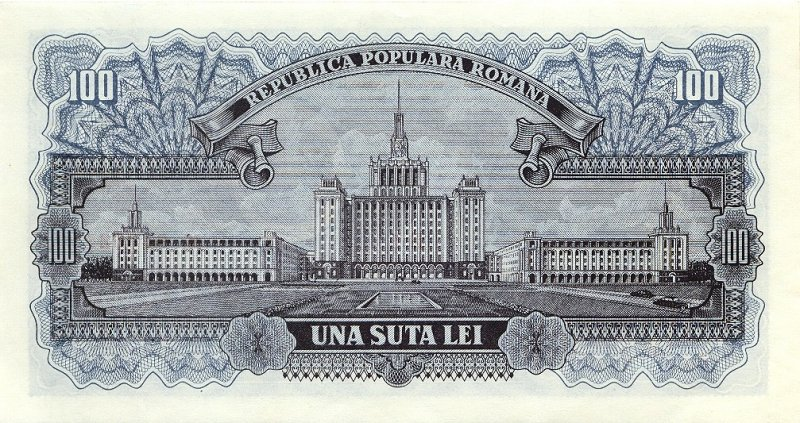
Casa Scînteii al revers d'un bitllet de 100 lei, 1952